# Nachts steht Hunger starr in unserm Traum
Nachts steht Hunger starr in unserm Traum (auch bekannt als Kosakenballade) ist der Name eines Lieds aus der deutschen Jugendbewegung. Es wurde erstmals 1934 in dem Buch Lieder der Trucht des Verlags Günther Wolff veröffentlicht. Der Verfasser von Text und Melodie wird in der Erstveröffentlichung nicht genannt, vermutet wird eine Entstehung in der Trucht um Karl Christian Müller oder eine Autorenschaft von Erich Scholz.

## Interpretation
Nach Werner Angress verherrlicht das Lied „Nachts steht Hunger starr in unser’m Traum“ den Don Kosaken Chor Serge Jaroff.
Nach Thomas Peffermann versetzt das Lied in die Lage weißer Kosaken, die wie „eben die Donkosaken selbst durch den Sieg der Revolution ihre russische Heimat verloren haben und in der letzten Strophe, in der Fremde sich singend ihren Lebensunterhalt verdienen müssen.“

## Nachwirkungen
Das Lied gehörte zum festen Repertoire der Jugendbewegung, da es sich thematisch gut als Vorbild eignete. Nach Thomas Peffermann waren die Weißen, ebenso wie die Donkosaken, „nicht nur sängerisches Vorbild vieler Bündischer, sondern auch Opfer eines brutalen Regimes, so daß sie sich besonders nach 1933 zur Identifikation anboten.“ Paulus Buscher berichtet in Das Stigma, dass das Lied nach 1933 in den bündischen Gruppen gesungen wurde und „unzählige Chiffren unsres Denkens und Fühlens“ barg.